# Dark Asylum
Dark Asylum é um filme de terror estadunidense produzido em 2001 com a direção de Gregory Gieras, que também participou na formação do roteiro, junto com D.B. Smith.
O filme é estrelado por Paulina Porizkova, Judd Nelson, Jürgen Prochnow e Larry Drake. 

## Sinopse
Um perigoso serial killer conhecido como "O Lixeiro" está à solta e tem como alvos vários funcionários num asilo de segurança máxima. O filme mostra a batalha entre a Dra. Maggie, uma psiquiatra chamada para avaliar o maníaco psicótico, tendo que lutar nos corredores do asilo abandonado contra o maníaco. Ela conta apenas com a ajuda do zelador do prédio, que não quer abandonar o local.

## Elenco
- Paulina Porizkova ... Maggie
- Judd Nelson ... Quitz
- Larry Drake ... The Trasher
- Jürgen Prochnow ... Dr. Fallon
- Jake Eberle ... Connolly
- Todd Sandler ... Anderson
- Earl Carroll ... Swaggert
- Maria Rotaru ... Vovó Peg
- Bogdana Mirea ... Sarah
- Florin Busuioc ... Agente Federal
- Shelly Gant ... Childs
- Corina Danila ... Âncora
- Radu Banzaru ... Buzz
- Andrew Klein ... Hopps
- Claudiu Trandafir ... Poole
- Catalin Neagu ... Katz
- Mircea Caraman ... Policial #1
- Jules-Cesar Botokoli ... Policial #2
- Andy Bartholomew ... Garoto mais baixo
- Thomas Wesson ... Garoto mais alto
- Jeff Burr ... Fergusson